# Paul Martinez
Paul Frank Martinez (Leicester, 6 oktober 1947) is een Britse rockbassist en songwriter, vooral bekend van zijn werk met Robert Plant, Cat Stevens, Jackie Edwards, Dave Edmunds, George Harrison, Maggie Bell, Peter Gabriel, Chicken Shack, The Adverts e.a. Op 13 juli 1985, toen Page, Plant en Jones herenigd werden voor het Live Aid-concert in het JFK Stadium in Philadelphia, speelde Martinez bas naast drummers Tony Thompson en Phil Collins. Martinez speelde basgitaar op het enige album Malice in Wonderland, dat werd uitgebracht door Paice Ashton Lord.

## Discografie
Met Richard Holmes
- 1973: Night Glider (Groove Merchant)

Met Bernard Purdie
- 1972: Soul Is... Pretty Purdie (Flying Dutchman)

Met Paice Ashton Lord
- 1977: Malice in Wonderland

Met Robert Plant
- 1982: Pictures at Eleven
- 1983: The Principle of Moments
- 1985: Shaken 'n' Stirred

Met Dakota Staton
- 1972: Madame Foo-Foo (Groove Merchant)